# Scolecodochium malayense
Scolecodochium malayense är en svampart som beskrevs av K. Matsush. & Matsush. 1996. Scolecodochium malayense ingår i släktet Scolecodochium, divisionen sporsäcksvampar och riket svampar.   Inga underarter finns listade i Catalogue of Life.